# Harry Klorkestein
Harry Klorkestein was een project van de groep Klein Orkest. In 1982 scoorde de band onder dit pseudoniem - de tweede naam is een anagram - de hit O, o, Den Haag. Op het podium trad Klein Orkest-roadie en geluidsman Henny de Jong als Klorkestein op.

## Ontstaan
O, o, Den Haag werd geschreven door Klein Orkest-zanger Harrie Jekkers, ter gelegenheid van een feestje met vrienden. De inspiratiebron vormde het door de VARA afwijzen van bevriend journalist Cees Grimbergen, wiens tongval volgens de omroep te Haags zou zijn. De volkse meezinger sloeg aan maar paste volgens de bandleden niet binnen het meer serieuze repertoire van Klein Orkest. Polydor stelde als eis dat het nummer op het album Het Leed Versierd zou komen, of anders geen platencontract. 
Er kwam een tegenvoorstel: het compromis was dat de groep het nummer zou opnemen, maar dat het niet op het album gezet zou worden. Het nummer werd uitgebracht onder de naam Harry Klorkestein (Klorkestein is een anagram van Klein Orkest). Harrie Jekkers zou het zingen, maar op de hoes moest een foto komen van roadmanager Hennie de Jong. Het lied groeide uit tot een regionale hit. De Jong playbackte het nummer in televisieprogramma's en zong het live tijdens schnabbels.
De single werd op 10 juli 1982 uitgebracht en bereikte uiteindelijk de vierde positie in de Top 40 en de derde positie in de Nationale Hitparade. Heden ten dage geldt het nummer als onofficieel volkslied van de stad Den Haag. Nadat het succes van O, o, Den Haag was weggeëbd, werd niets meer van Harry Klorkestein vernomen.

## Hitnoteringen

### Singles
| Single met eventuele hitnotering(en) in de Nederlandse Top 40 | Datum van verschijnen | Datum van binnenkomst | Hoogste positie | Aantal weken | Opmerkingen                                          |
| ------------------------------------------------------------- | --------------------- | --------------------- | --------------- | ------------ | ---------------------------------------------------- |
| O, o, Den Haag                                                | 1982                  | 10-7-1982             | 4               | 8            | Nr. 3 in de Single Top 100 B-kant 'Weer Naar School' |

### NPO Radio 2 Top 2000
| Nummer met noteringen in de NPO Radio 2 Top 2000 | '99 | '00 | '01 | '02  | '03  | '04  | '05  | '06  | '07  | '08  | '09  | '10  | '11 | '12  | '13  | '14  |
| ------------------------------------------------ | --- | --- | --- | ---- | ---- | ---- | ---- | ---- | ---- | ---- | ---- | ---- | --- | ---- | ---- | ---- |
| O, o, Den Haag                                   | 815 | 999 | 950 | 1471 | 1613 | 1680 | 1663 | 1419 | 1978 | 1599 | 1888 | 1848 | -   | 1681 | 1886 | 1830 |

1. ↑  Een '-' betekent dat het nummer niet was genoteerd en een vetgedrukt getal geeft de hoogste notering aan.
2. ↑  Deze tabel is bijgewerkt tot en met de laatste editie (2024).

## Trivia
- In 2010 werd de titelsong, naam en gelijknamige hitsingle van het succesvolle realityprogramma Oh Oh Cherso (dat Haagse jongeren op vakantie volgt) gebaseerd op dit nummer.
- Op 6 september 2012 werd het refrein van O, o, Den Haag gespeeld door Coldplay en in het Nederlands gezongen door hun Britse zanger Chris Martin tijdens hun concert op het Malieveld in Den Haag.